# Bactrochondria hoi
Bactrochondria hoi – gatunek widłonoga z rodziny Chondracanthidae. Opisał go w 1985 roku indyjski karcynolog Narayana Krishna Pillai, nadając mu nazwę Ceratochondria hoi.